# Wehramündung
Wehramündung ist ein Naturschutzgebiet und ein begleitendes Landschaftsschutzgebiet in den Landkreisen Lörrach und Waldshut in Baden-Württemberg. 

## Kenndaten
Durch Verordnung des Regierungspräsidiums Freiburg vom 3. November 1997 wurde die Wehramündung mit der Schutzgebiets-Nr. 3.240 als Naturschutzgebiet ausgewiesen. Das Naturschutzgebiet hat eine Fläche von 12,1 Hektar. Das ergänzende Landschaftsschutzgebiet in den Landkreisen Waldshut (3.37.020)  und Lörrach (3.36.021) ist 9,4 ha groß.

## Lage und Beschreibung
Es handelt sich um die Flussmündung der Wehra in den Rhein bei Brennet, einem Stadtteil von Wehr. Das NSG liegt mit 10,9 Hektar auf dem Gebiet der Stadt Wehr, Gemarkung Öflingen im Landkreis Waldshut und mit 1,2 Hektar auf dem Gebiet der Gemeinde Schwörstadt im Landkreis Lörrach. Als Puffer- und Ergänzungszone zur Sicherung vor Beeinträchtigungen und zur Verwirklichung des Schutzzweckes sind weitere 9,4 Hektar unter den Nummern 3.37.020 und 3.36.021 als Landschaftsschutzgebiet ausgewiesen. 
Der untere Lauf der Wehra wurde 1879 korrigiert, nachdem Hochwässer 1807, 1877 und 1882 schwere Schäden angerichtet hatten.

## Schutzzweck
Wesentlicher Schutzzweck des NSG ist die Erhaltung des westlichen Mündungsbereiches der Wehra in den Rhein und der Schilf- und Flachwasserzonen am Rheinufer als Naturraum von besonderer Eigenart und Schönheit sowie als bedeutendes Brut- und Durchzugsgebiet zahlreicher, zum Teil vom Aussterben bedrohter Vogelarten.
Wesentlicher Schutzzweck des LSG ist die Sicherung des Naturschutzgebietes vor Beeinträchtigungen und die Verwirklichung des dort genannten Schutzzweckes, insbesondere um die Tierwelt vor möglichen störenden Einwirkungen durch Lärm und Unruhe in angrenzenden Gebieten zu bewahren.